# Dortmunder
Dortmunder Export ou Dortmunder é um estilo de cerveja da cidade de Dortmund, Alemanha. É um estilo nativo da região industrial de Dortmund, a
Dortmunder está em decadência na Alemanha nos últimos anos.
O termo "Export" é uma categoria de cerveja da legislação tributária
alemã e não é estritamente um sinônimo do estilo "Dortmunder".
Cervejas de outras cidades ou regiões podem ser feitas com o perfil
de uma Export e serem chamadas como tal.
Exemplos Comerciais do estilo são:  DAB Export, Dortmunder Union Export,
Dortmunder Kronen, Ayinger Jahrhundert, Great Lakes Dortmunder
Gold, Barrel House Duveneck’s Dortmunder, Bell’s Lager,
Dominion Lager, Gordon Biersch Golden Export e Flensburger Gold.